# Carex forsteri
Carex forsteri är en halvgräsart som beskrevs av Göran Wahlenberg. Carex forsteri ingår i släktet starrar, och familjen halvgräs. Inga underarter finns listade i Catalogue of Life.